# Spartan Aircraft Ltd
Ne doit pas être confondu avec Spartan Aircraft Company, constructeur aéronautique américain
Pour les articles homonymes, voir Spartan, Spartan Aircraft et Simmonds.
Spartan Aircraft Limited est un constructeur aéronautique britannique, société fondée en 1930 et disparue en 1935.

Il a été formé par le réinvestissement dans la société Simmonds Aircraft qui avait souffert financièrement.

## Historique
En 1928, Oliver Simmonds (en) a conçu et construit un prototype d'avion, le Simmonds Spartan, dans une usine à Woolston dans la banlieue de Southampton dans le Hampshire. La conception a été un succès avec plus de 50 avions construits.

À la suite de difficultés financières et d'investissement de Whitehall Securities (en) Corporation Ltd, Simmonds Aircraft Limited a changé de nom en 1930 pour Spartan Aircraft Limited. 
Le premier avion de la société était renommé le Spartan Arrow, un biplan à deux places dont 15 ont été construits. La conception suivante était un biplan de trois sièges à cockpit ouvert le Spartan Three Seater.  
En janvier 1931, le magazine Flight révèle que Whitehall Securities avait acquis une participation substantielle dans Saunders-Roe Ltd et qui en a découlé que Spartan Aircraft Ltd a effectivement été fusionnés avec Saunders-Roe. La dernière production de Spartan Aircraft a été le Spartan Cruiser, un avion léger de ligne trimoteur développé à partir du Saro-Percival Mailplane.
La société a cessé de construire des avions en 1935.

## Avions
- Simmonds Spartan

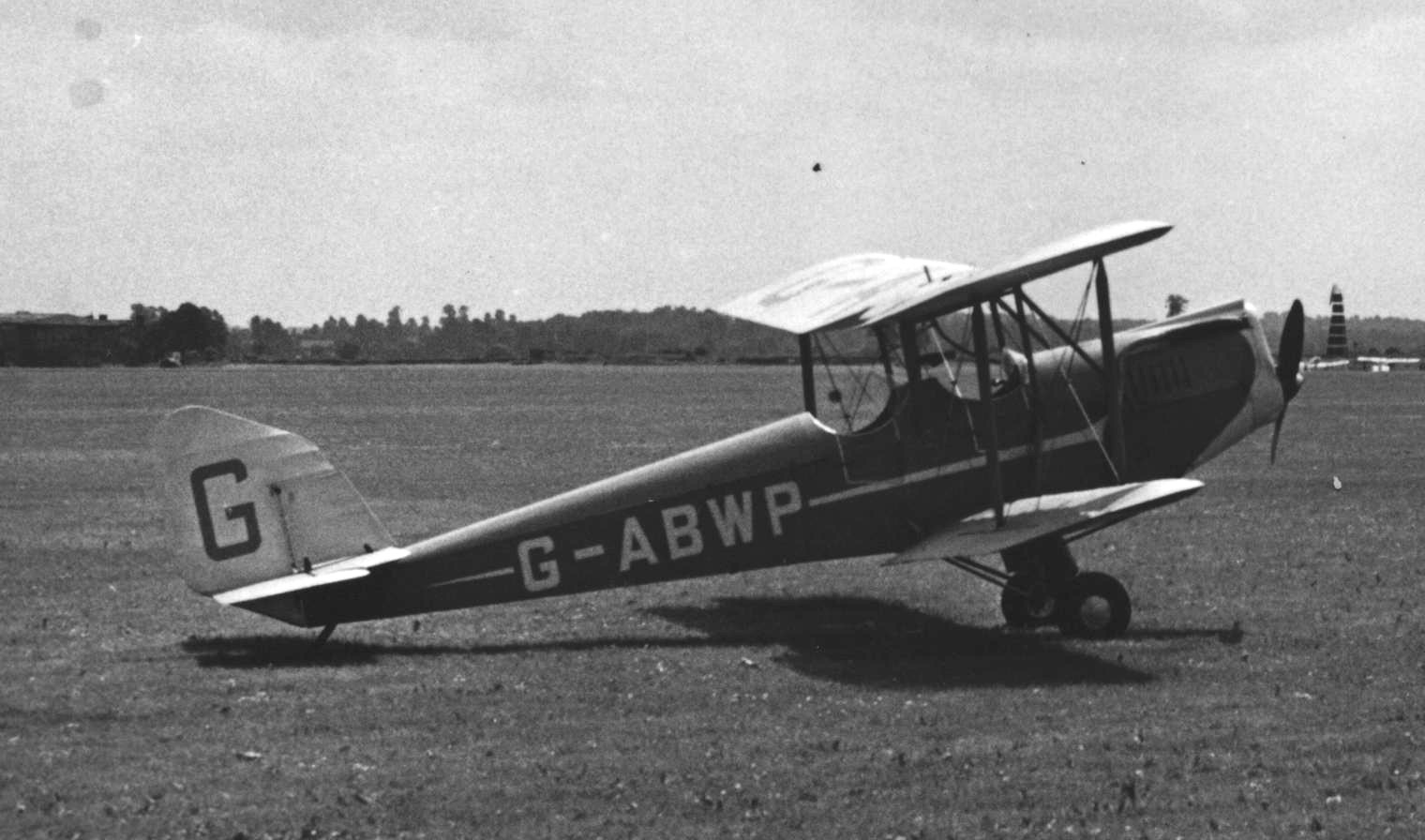
Spartan Arrow en 1932 à Coventry Airport, en juin 1954. Ce dernier survivant de la production de Spartan est encore en état de navigabilité en 2009.

- Spartan Arrow – Premier vol en 1930, 15 construits
- Spartan Three Seater – Premier vol en 1931, 25 construits
- Spartan Cruiser – Premier vol en 1932, 17 construits - Transport de passagers
- Spartan Clipper – Premier vol en 1932, 1 construit